# Старий Вишнівець
Стари́й Ви́шнівець — село в Україні, у Вишнівецькій селищній громаді Кременецького району Тернопільської області. До 2015 року — адміністративний центр однойменної сільської ради, якій було підпорядковано села Кинахівці, Мишківці, Поляни та Федьківці. До Старого Вишнівця приєднано хутори Кухаруки та Липник. У зв'язку з переселенням мешканців хутори Андрущуки, Масольщина та Ялинець виведені з облікових даних.
Від вересня 2015 року ввійшло у склад Вишнівецької селищної громади. Розташоване на річці Горинь, на півдні району/

## Історія
Поблизу села виявлено археологічні пам'ятки середнього та пізнього палеоліту, трипільської і черняхівської культур.
Перша писемна згадка — 1395 рік, коли було побудовано замок на території села Старий Вишнівець. Льохи та підземні ходи цього замку збереглись і донині.
Старий Вишнівець згадується в Акті від 9 липня 1463 року за яким брати князі Василь, Семен і Солтан «отчині і дідичі Збаразькі» поділили між собою князівське володіння. Зокрема, Солтану Несвіцькому надано два Бутини, Городок, Манів, Олексинець, два Вишнівці, села Караєвичі, Обарів і Тинне в Луцькому повіті та інші села переважно на Шумщині та Лановеччині в Крем'янецькому повіті.
Процитований документ зберігається в архіві князів Любартовичів Сангушків у Славуті (Archiwum książąt Lubartowiczow Sanguszkow w Sławucie. T.1 1366-1506. S.53).
У 1494 році, після нападу татар, фортеця зруйнована, а населення забрали в полон. Незабаром фортецю відбудовано.
У 1738 році князь Михайло Сервацій Вишневецький збудував у Старому Вишнівці, на правому боці Горині, ансамбль костьолу Святого Станіслава із дзвіницею. Побудований він у стилі раннього класицизму.
Діяли «Просвіта», «Сільський господар» та інші товариства.
На 1936 рік село входило до ґміни Вишневець Кременецького повіту.
12 червня 2020 року, відповідно до Розпорядження Кабінету Міністрів України від  № 724-р «Про визначення адміністративних центрів та затвердження територій територіальних громад Тернопільської області», село увійшло до складу Вишнівецької селищної громади.
19 липня 2020 року, в результаті адміністративно-територіальної реформи та ліквідації Збаразького району, село увійшло до складу новоутвореного Кременецького району.
Від 2022 року у приміщенні школи діє волонтерський центр.

## Населення
Станом на 2007 рік населення села становило — 1538 осіб.

### Мова
Розподіл населення за рідною мовою за даними перепису 2001 року:
| Мова            | Кількість | Відсоток |
| --------------- | --------- | -------- |
| українська      | 1562      | 96.12%   |
| російська       | 60        | 3.70%    |
| білоруська      | 2         | 0.12%    |
| інші/не вказали | 1         | 0.06%    |
| Усього          | 1625      | 100%     |

## Пам'ятки

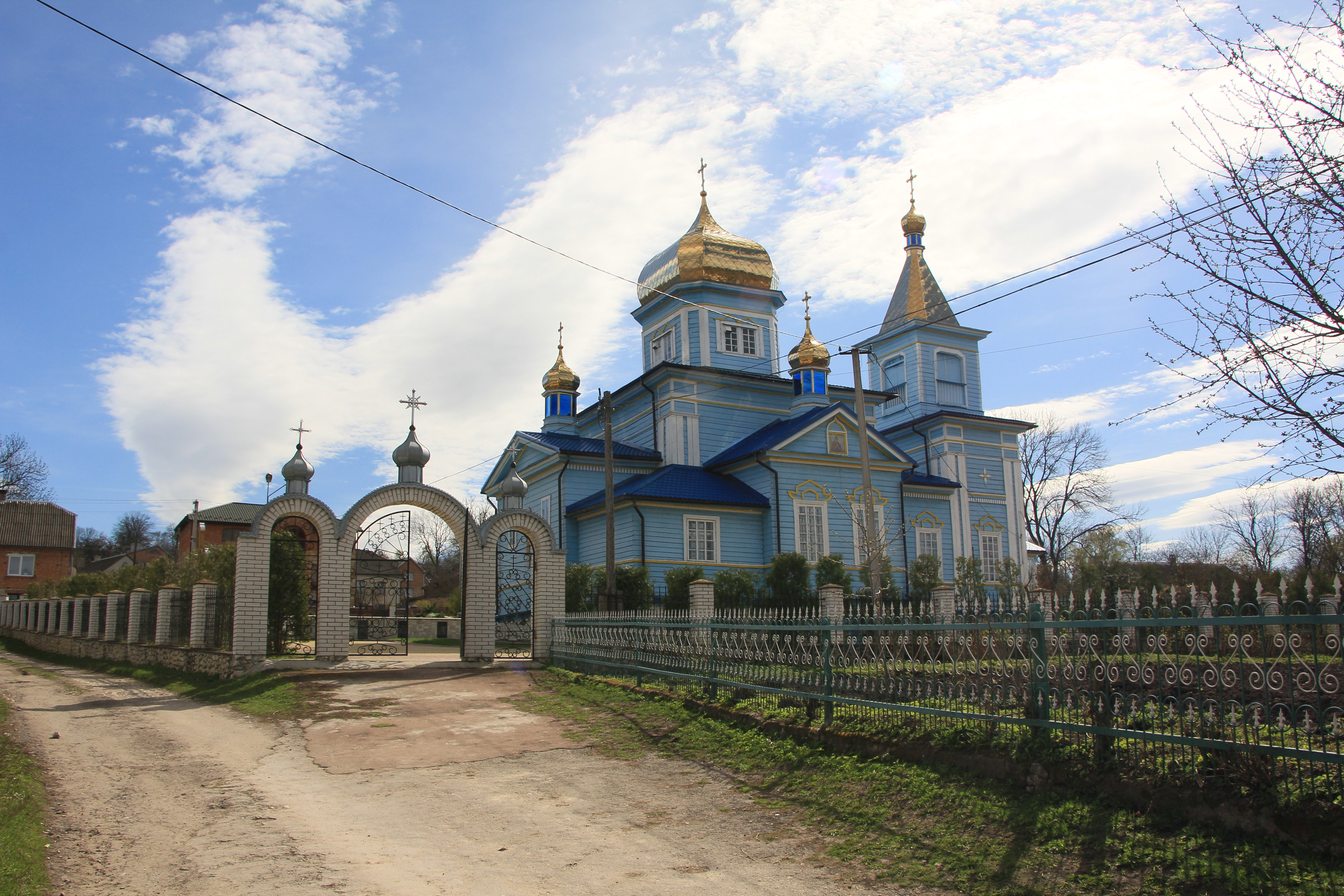
Дерев'яна церква

- церква Різдва Пресвятої Богородиці (1845, дерев'яна), капличка святого Юрія.
- Геологічна пам'ятка природи місцевого значення «Місце знахідок решток мамонта».
- Пам'ятник жертвам нацизму (1988).

## Соціальна сфера
Працюють ЗОШ I—III ступенів, Будинок культури, бібліотека, ФАП, відділення поштового зв'язку, торговельний заклад.

## Відомі люди
Народилися
- Борис Дроботюк — український графік і живописець, член Національної спілки художників України, Заслужений художник України[7].
- Віталій Маслюк (1920—2005) — український науковець у галузі літературознавства, перекладач, професор, доктор філологічних наук.

## Галерея

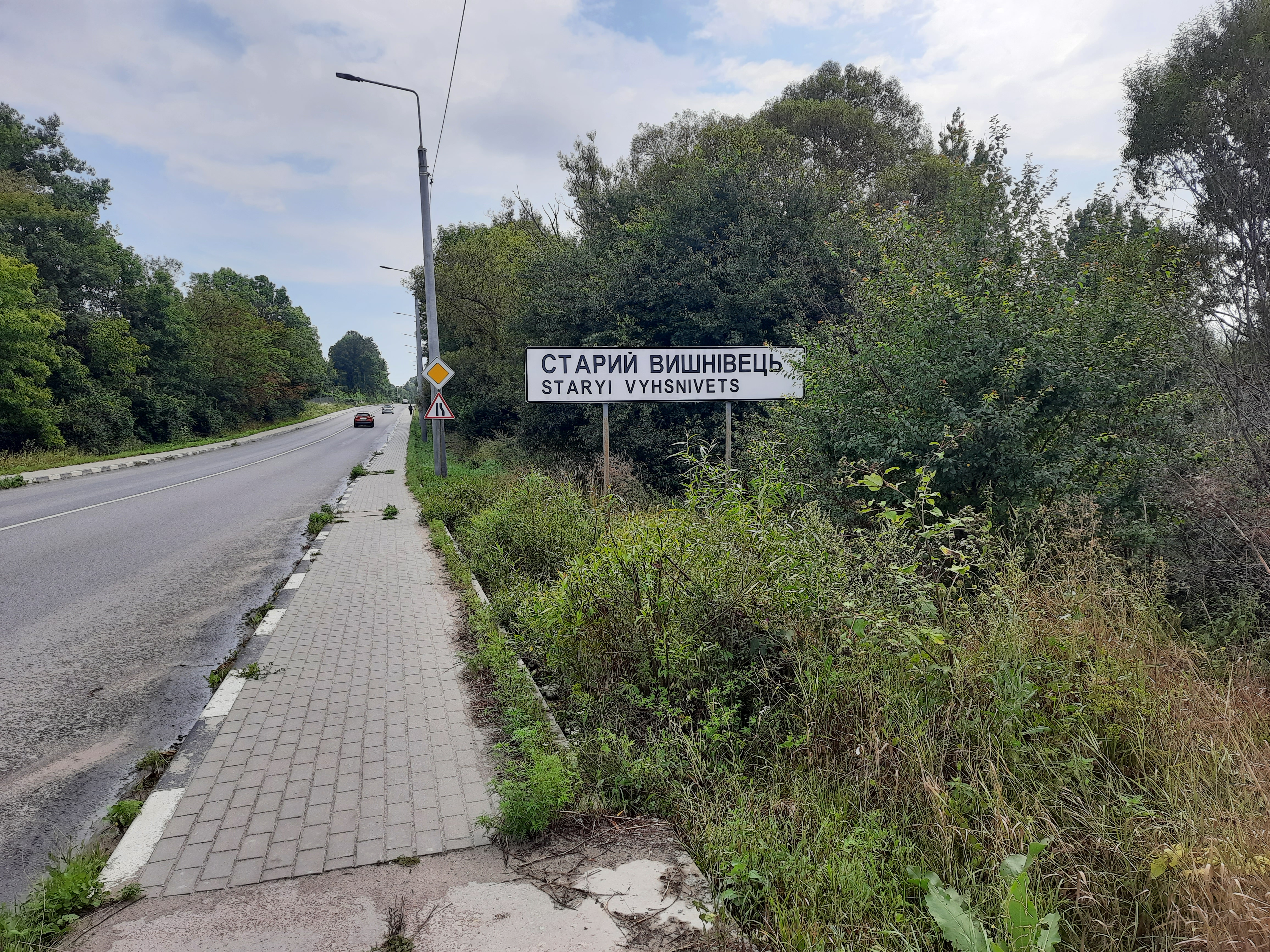
Дорожній знак при в'зді в село
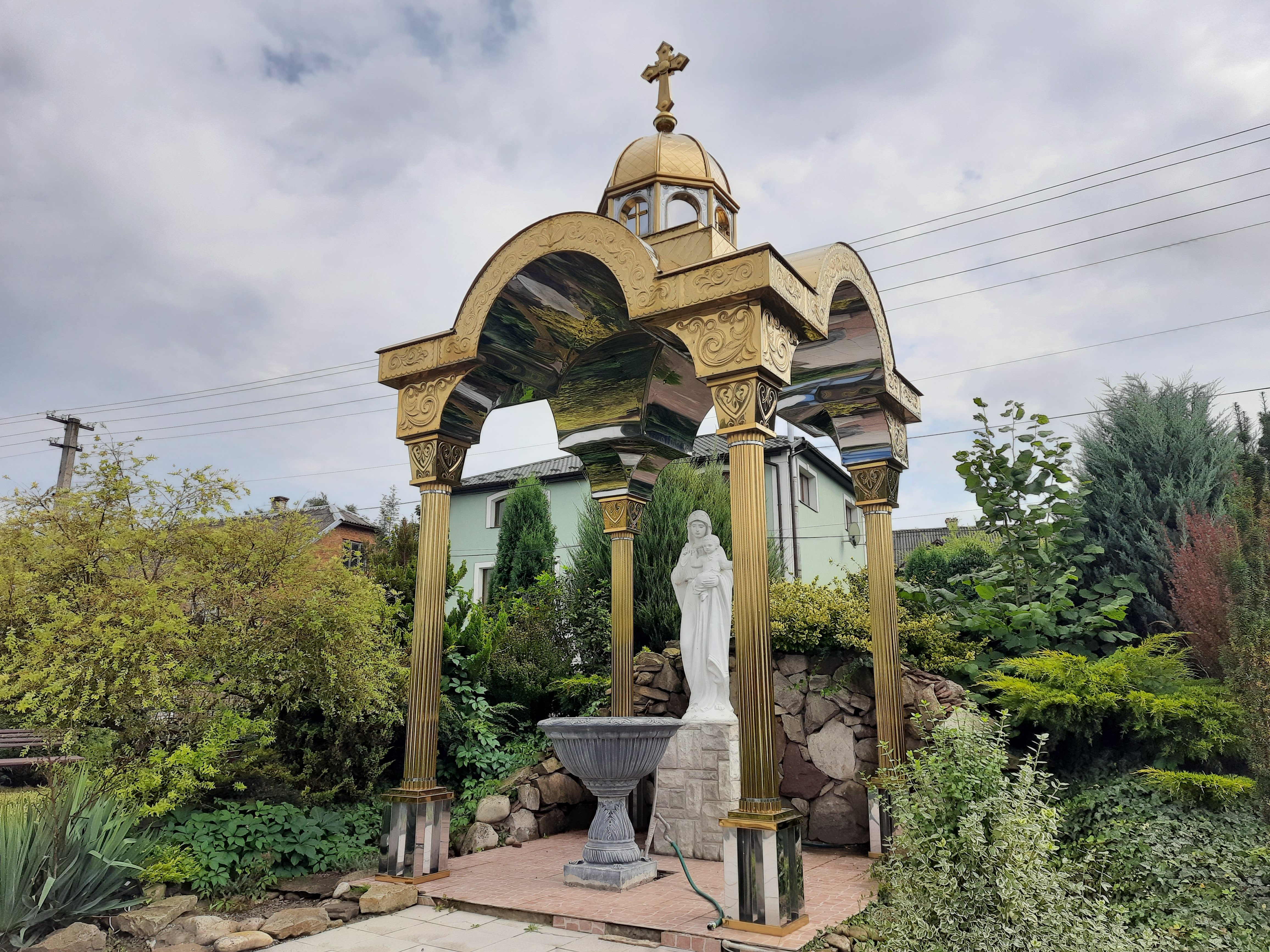
Статуя Божої Матері
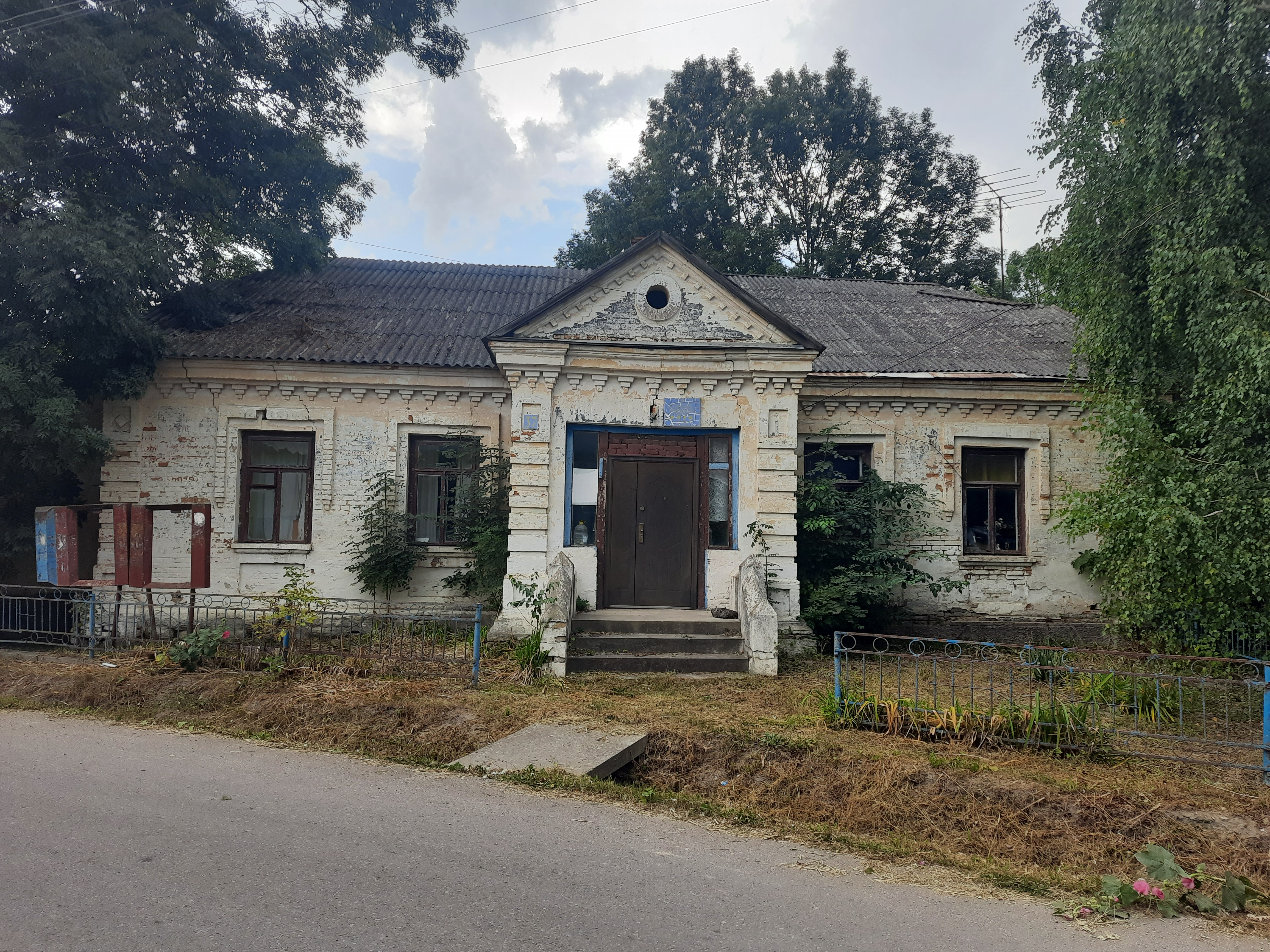
Клуб
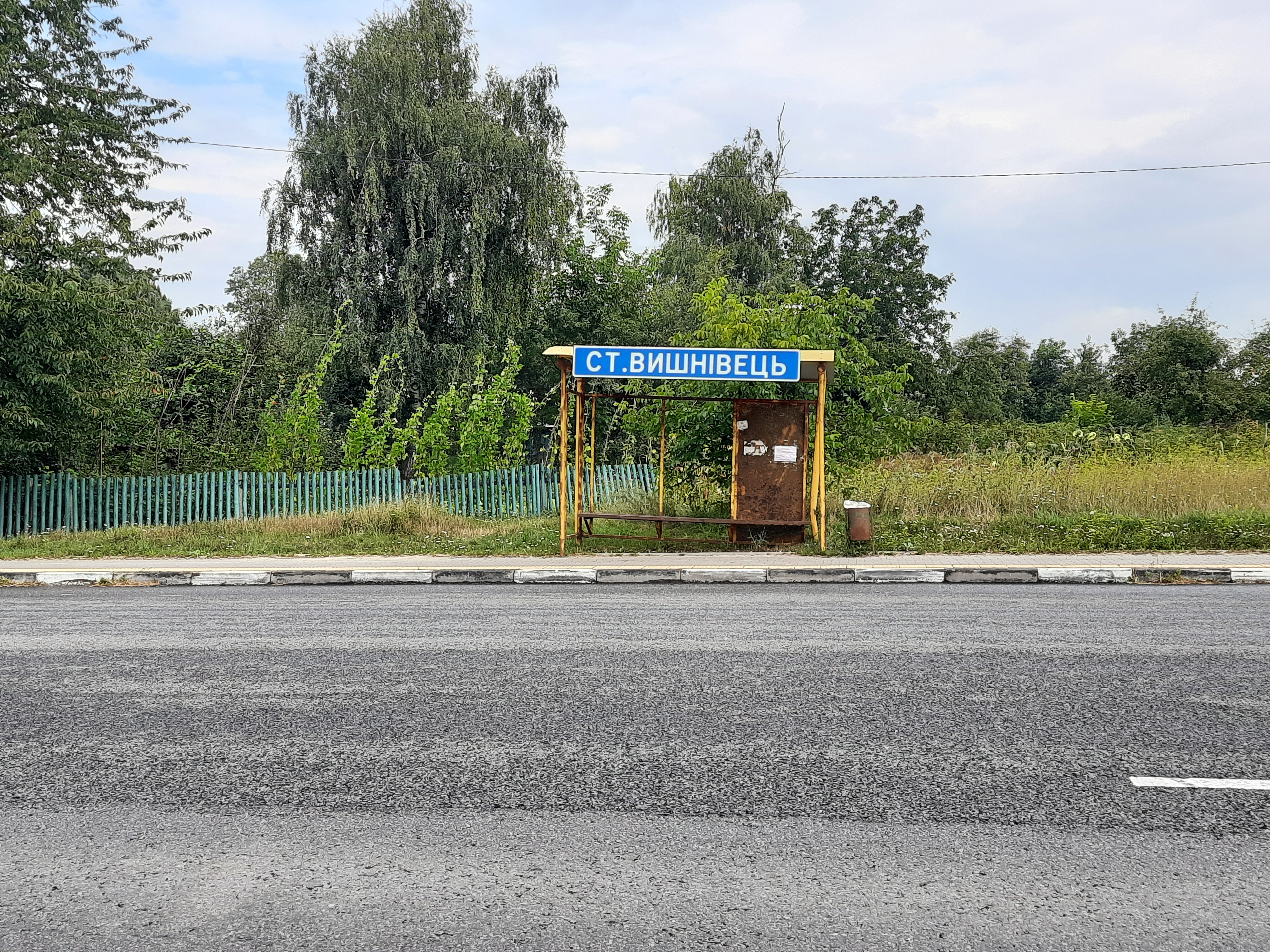
Автобусна зупинка
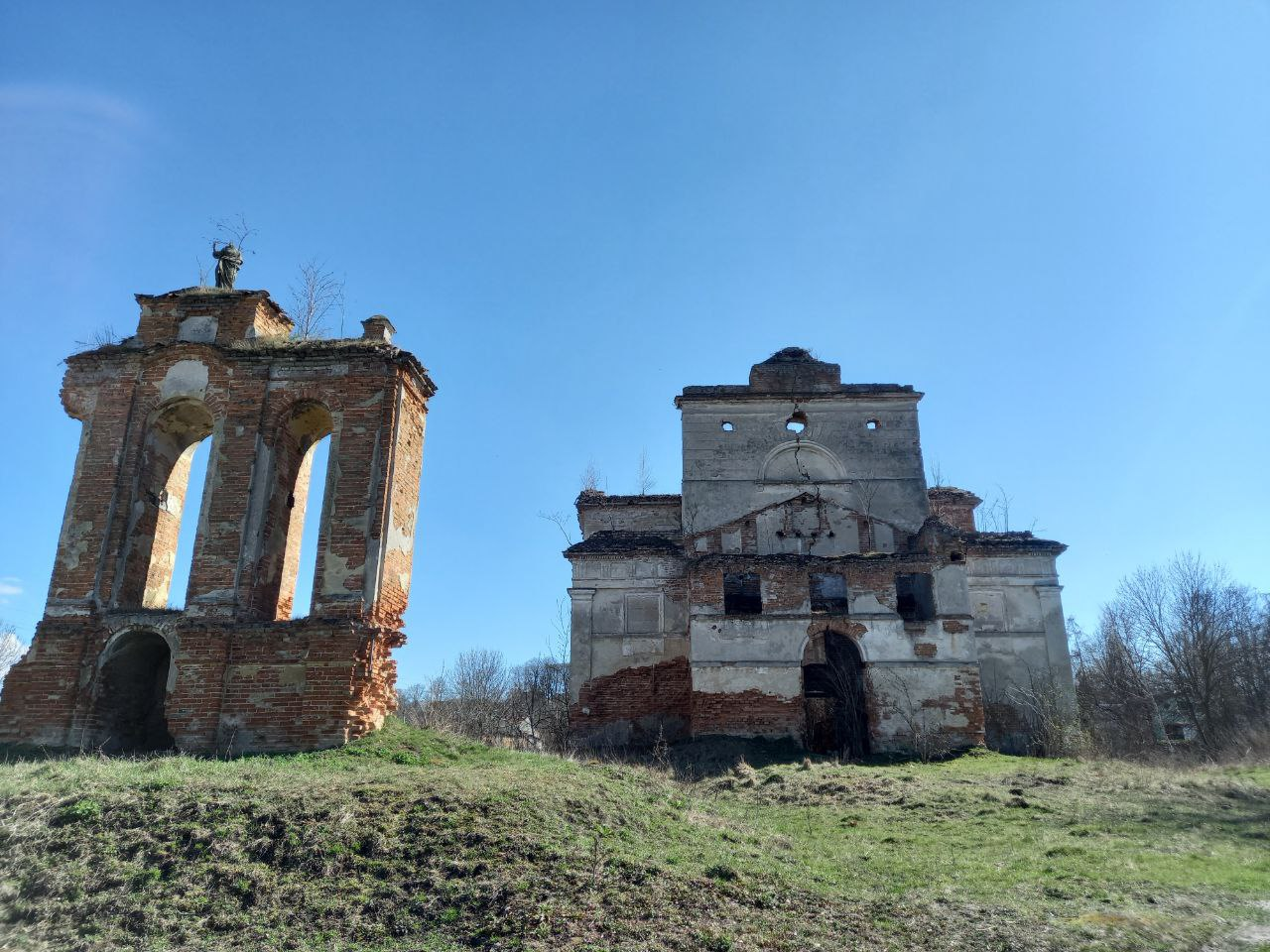
Костел Святого Станіслава (1757), 4 квітня 2025.